# Vanina Vanini (film 1961)
Vanina Vanini è un film del 1961 diretto da Roberto Rossellini. È tratto dal racconto Vanina Vanini di Stendhal (1829), che aveva già ispirato il film muto Vanina nel 1922.

## Trama
Tratto dal racconto omonimo di Stendhal, narra la storia d'amore fra Vanina Vanini, una giovane aristocratica romana, e Pietro Missirilli, un affiliato alla Carboneria. Il contrasto tra tradizione e rivoluzione, tra coinvolgimento sociale e storia d'amore, vissuto dai due protagonisti con uguale intensità. Emblematica la figura di Napoleone di cui Pietro, in un dialogo appassionato con Vanina, cita una risposta  a dei bresciani che gli giuravano di amare la libertà più di tutti gli altri patrioti italiani: Eh si, della libertà «amano parlarne alle loro amanti». L'impegno di Pietro verso i suoi compagni e verso la costruzione di un mondo nuovo non permette quindi mezze misure. Esattamente come Vanina che mette l'amore per Pietro al primo posto e vede Napoleone come un uomo che, accecato dalla stessa follia dell'amato, ha insanguinato il mondo.  

## Critica
Gianni Rondolino ha scritto che in questo film «Rossellini non rinuncia allo spettacolo, inteso proprio in senso tradizionale di struttura scenica e drammatica della storia, ma lo inquadra in uno schema che potremmo definire documentario o didascalico nella misura in cui questi termini alludono a una descrizione più distaccata e "obbiettiva" della realtà. (...) Di qui nacquero quelle dispute, tra Rossellini e gli sceneggiatori, soprattutto Franco Solinas e Antonello Trombadori, sul carattere culturale delle opere, cioè sui modi e sulle forme della loro "politicizzazione"».
Gian Piero Brunetta, a proposito degli sceneggiatori del film, pur riconoscendo a Rossellini «lo sforzo di far coesistere voci appartenenti a blocchi politici contrapposti», ritiene che tale sforzo «non sia stato ripagato da risultati positivi». Lo stesso Brunetta ricorda che Vanina Vanini «è particolarmente amato dai sostenitori del regista e non è da escludere che una sua revisione ne mostri virtù  a lungo celate»